# Kmečka lastovka
Kmečka lastovka (znanstveno ime Hirundo rustica) je ptica selivka iz družine lastovk, ki jo prepoznamo po modrem zgornjem delu telesa, škarjastem repu in ukrivljenih koničastih perutih.

## Opis
Odrasel ptič meri med 17 in 21 cm v dolžino, od tega odpade na rep 3 do 6,5 cm. Evropska podvrsta je po trebuhu bele ali rahlo rumenkaste barve, čez prsi ima trak v barvi hrbta, grlo in čelo pa sta krvavo rdeča. Kadar med letom razširi rep, sta na spodnji strani vidni dve beli »okenci«. Spola sta podobna po obarvanosti in obliki, samci imajo v povprečju le nekoliko ožji in daljši rep, kar je v praksi težavno opaziti. Mladiči imajo krajši in bolj top rep, čelo in grlo rjavkaste barve, hrbet pa nima modrega sijaja.
Pogosto jo je možno opazovati kako lovi žuželke tik nad tlemi v kulturni krajini, kjer je eden najbolj znanih ptičev. Pogosto gnezdi v kmečkih hišah, hlevih, lopah, pod mostovi ipd., kjer si par zgradi skodeličasto gnezdo iz blata, ojačanega z rastlinskim materialom. Osebki, ki gnezdijo v Evropi, se jeseni odselijo v podsaharsko Afriko, kjer prezimijo.

## Razširjenost
Je najbolj razširjena med lastovkami in gnezdi v Severni in Srednji Ameriki, Evropi, Severni Afriki in večjem delu Azije, prezimuje pa na južni polobli – v Srednji in Južni Ameriki, podsaharski Afriki, južni in jugovzhodni Aziji ter Avstraliji.

## Taksonomija
Kmečko lastovko je prvi znanstveno opisal Carl Linnaeus leta 1758 v 10. izdaji svoje knjige Systema Naturae kot Hirundo rustica. Opisal jo je z besedami: "H. rectricibus, exceptis duabus intermediis, macula alba notatîs" ("bele lise na krilih, razen na dveh sredinskih repnih peres"). Ime Hirundo pomeni v latinščini "lastovka"; rusticus pa "podeželska/kmečka". Ta vrsta je edina iz tega rodu, ki se pojavlja tudi v Amerikah, medtem ko so ostale vrste iz tega rodu doma predvsem v Afriki.
V tem rodu ne obstaja veliko [[taksonomskih]] nejasnosti, toda rdečeprso lastovko (Hirundo lucida), ki stalno živi v zahodni Afriki, kongovskem bazenu in Etiopiji, so v preteklosti obravnavali kot podvrsto kmečke lastovke.

### Podvrste
Na splošno je priznanih šest podvrst kmečke lastovke:
- H. r. rustica, gnezdi v Evropi in Aziji – od severnega tečajnika na severu, do Severne Afrike, Bližnjega vzhoda in Sikima na jugu ter vzhodno do reke Jenisej. Prezimuje v Afriki, Arabiji, Indijski podcelini.[5] Ptice iz Evrazije (do najmanj 91° vzhodne geografske dolžine) zimujejo v južni Afriki,[7] in lahko letno preletijo do 11.660 km.[8] To je bila prva podvrsta, katere genom je bil sekvenciran in objavljen.[9]
- H. r. transitiva je prvi znanstveno opisal Ernst Hartert leta 1910. Gnezdi na Bližnjem vzhodu (od južne Turčije do Izraela), deloma je stalno prisotna, nekatere ptice prezimujejo v vzhodni Afriki. Ima oranžno-rdeče spodnje perje.[5] Holotip Chelidon rustica transitiva Hartert (Vog. pal. Fauna, Heft 6, 1910. p. 802), odrasla samice, se nahaja v zoološki zbirki vretenčarjev v National Museums Liverpool v World Museum, s številko NML-VZ T2057.[10]
- H. r. savignii, stalno prisotna podvrsta v Egiptu. Prvi jo je znanstveno opisal James Stephens leta 1817 in poimenoval po francoski zoologinji Marie Jules César Savigny.[11] Podobna je podvrsti transitiva, ampak ima temnejše rdeče spodnje perje.[12]
- H. r. gutturalis, prvi jo je znanstveno opisal Giovanni Antonio Scopoli leta 1786,[6] Ima belo spodnje perje, prsi so kostanjeve, spodnji del bolj rožnato-bež.[13] V to podvrsto so vključene populacije, ki gnezdijo v srednji in vzhodni Himalaji,[14] čeprav je območje gnezdenja predvsem na Japonskem in v Koreji. Prezimuje po celotni tropski Aziji od Indije do Šri Lanke[15] vzhodno do Indonezije in Nove Gvineje. Vedno večje število jih prezimuje v Avstraliji. Na območju reke Amur se križa s podvrsto H. r. tytleri.
- H. r. tytleri, prvi jo je znanstveno opisal Thomas Jerdon leta 1864 in poimenoval po angleškem vojaku, naturalistu in fotografu Robert Christopher Tytleru.[6] Ima temno oranžno-rdeče spodnje perje, nepopoln prsni pas in daljši rep.[13] Gnezdi v osrednji Sibiriji in severni Mongoliji, prezimuje od vzhodnega Bengala do Tajske in Malezije.[5]
- H. r. erythrogaster, severnoameriška podvrsta, ki jo je prvi znanstveno opisal Pieter Boddaert leta 1783.[6] Loči se od evropske oblike po bolj rdečem spodnjem perju in pogosto nepopolnem modrem prsnem pasu. Gnezdi po celotni Severni Ameriki (od Aljaske do južnega Mehike) in prezimuje v Srednji Ameriki, Južni Ameriki, Panami, Kostariki, Malih Antilih.[16] Nekatere lahko prezimujejo v najbolj južnih delih območja gnezdenja. Od 1980-ih dalje beležijo tudi posamične primerke gnezdenja v Argentini.[17]H. r. erythrogaster resting on a twig in Washington State, US